# Comuna Girișu de Criș, Bihor
Girișu de Criș (în maghiară: Körösgyéres) este o comună în județul Bihor, Crișana, România, formată din satele Girișu de Criș (reședința) și Tărian.

## Demografie
Componența etnică a comunei Girișu de Criș
     Români (67,71%)
     Maghiari (11,69%)
     Romi (8,56%)
     Alte etnii (0,08%)
     Necunoscută (11,96%)
Componența confesională a comunei Girișu de Criș
     Ortodocși (64,02%)
     Romano-catolici (11,8%)
     Penticostali (4,77%)
     Reformați (3,21%)
     Greco-catolici (1,78%)
     Alte religii (1,75%)
     Necunoscută (12,67%)
Conform recensământului efectuat în 2021, populația comunei Girișu de Criș se ridică la 3.772 de locuitori, în creștere față de recensământul anterior din 2011, când fuseseră înregistrați 3.588 de locuitori. Majoritatea locuitorilor sunt români (67,71%), cu minorități de maghiari (11,69%) și romi (8,56%), iar pentru 11,96% nu se cunoaște apartenența etnică. Din punct de vedere confesional, majoritatea locuitorilor sunt ortodocși (64,02%), cu minorități de romano-catolici (11,8%), penticostali (4,77%), reformați (3,21%) și greco-catolici (1,78%), iar pentru 12,67% nu se cunoaște apartenența confesională.

## Politică și administrație
Comuna Girișu de Criș este administrată de un primar și un consiliu local compus din 13 consilieri. Primarul, Dan-Ștefan Babău[*], de la Partidul Patrioții Poporului Român[*], este în funcție din 1 noiembrie 2024. Începând cu alegerile locale din 2024, consiliul local are următoarea componență pe partide politice:
|  | Partid                                 | Consilieri | Componența Consiliului | Componența Consiliului | Componența Consiliului | Componența Consiliului |
|  | -------------------------------------- | ---------- | ---------------------- | ---------------------- | ---------------------- | ---------------------- |
|  | Partidul Național Liberal              | 4          |                        |                        |                        |                        |
|  | Partidul Patrioții Poporului Român     | 4          |                        |                        |                        |                        |
|  | Partidul Social Democrat               | 2          |                        |                        |                        |                        |
|  | Uniunea Democrată Maghiară din România | 2          |                        |                        |                        |                        |
|  | Alianța pentru Unirea Românilor        | 1          |                        |                        |                        |                        |

## Imagini

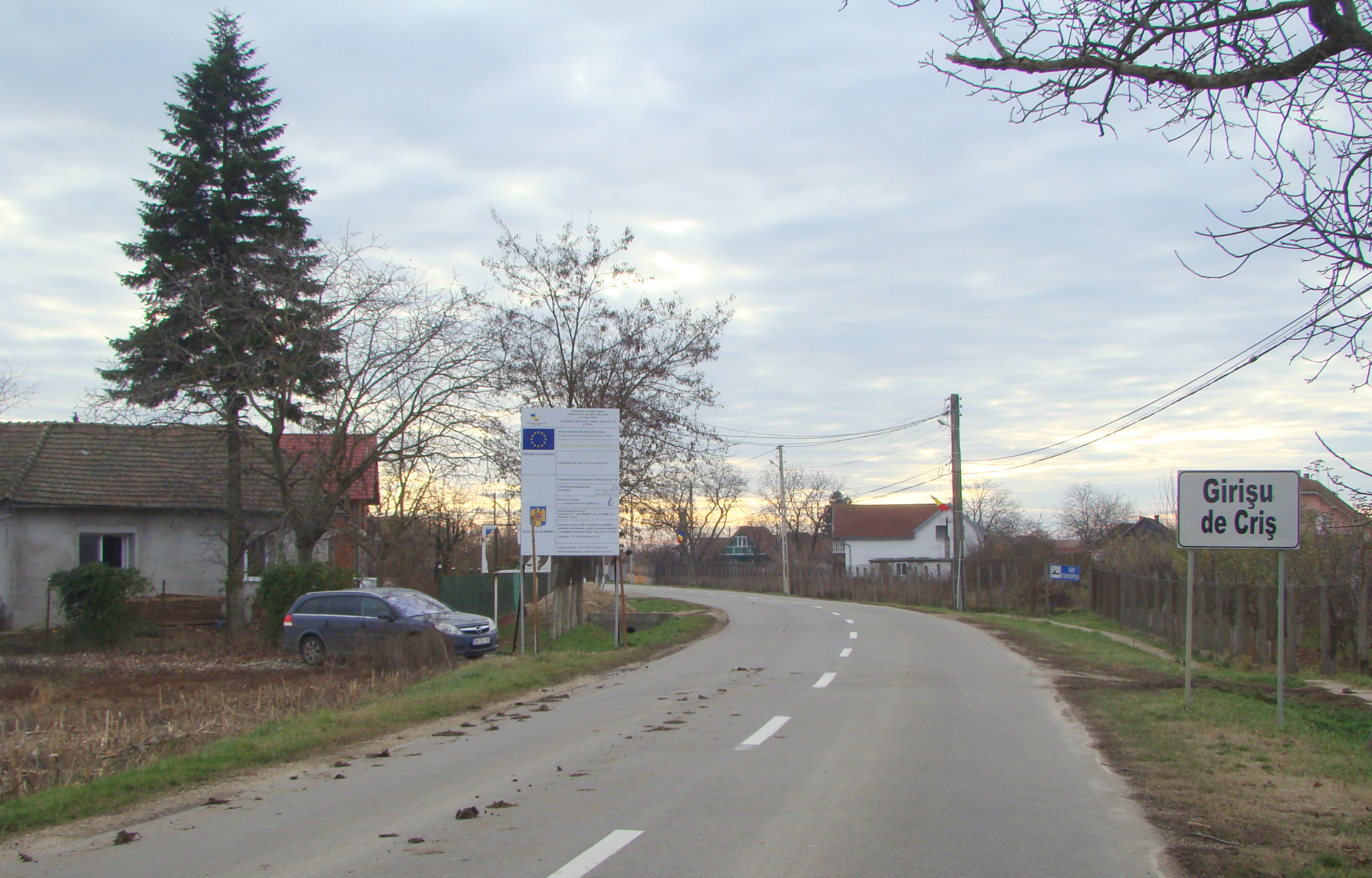
Girișu de Criș
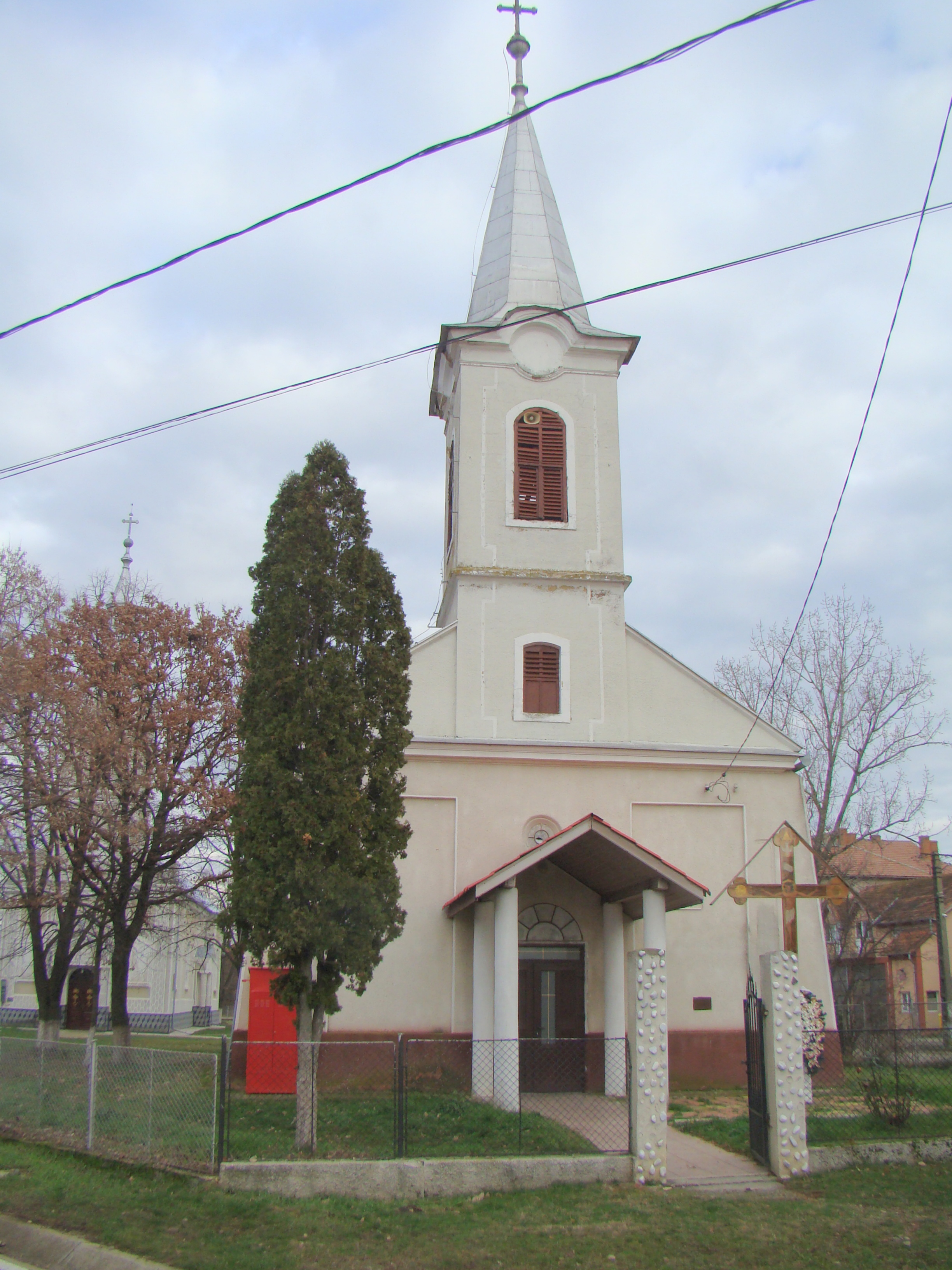
Biserica greco-catolică „Nașterea Maicii Domnului”
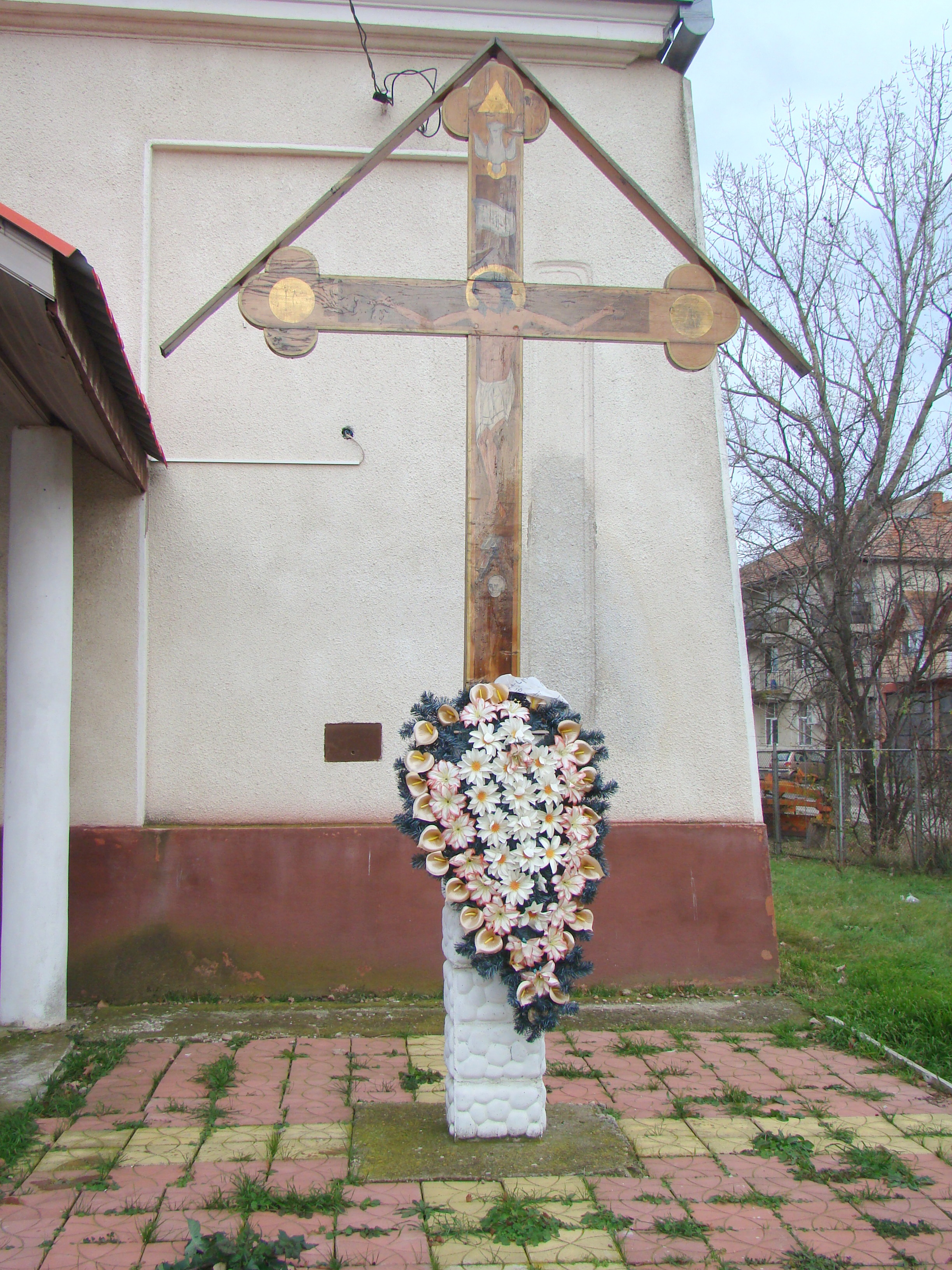
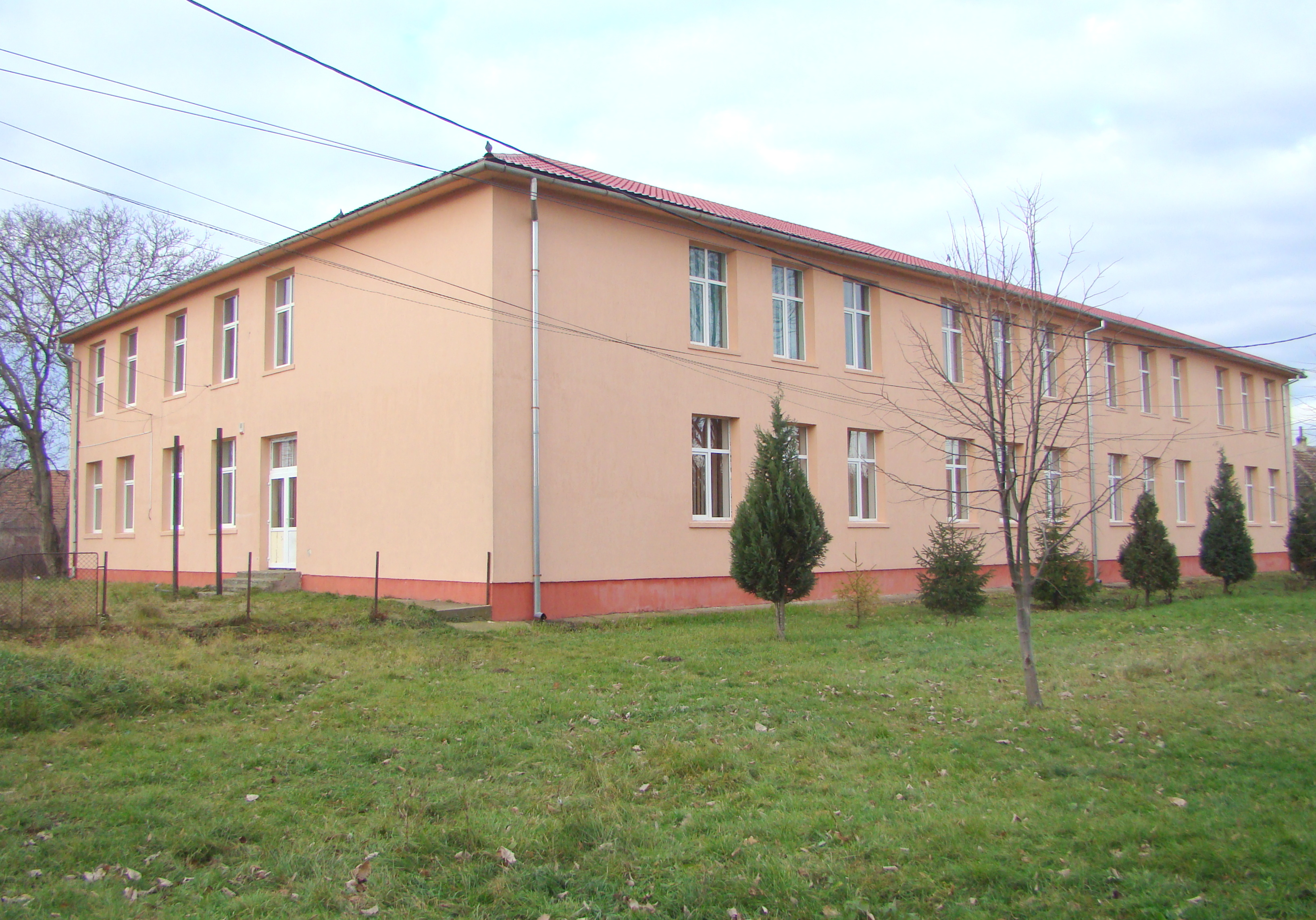
Şcoala clasele  I-VIII din Girișu de Criș
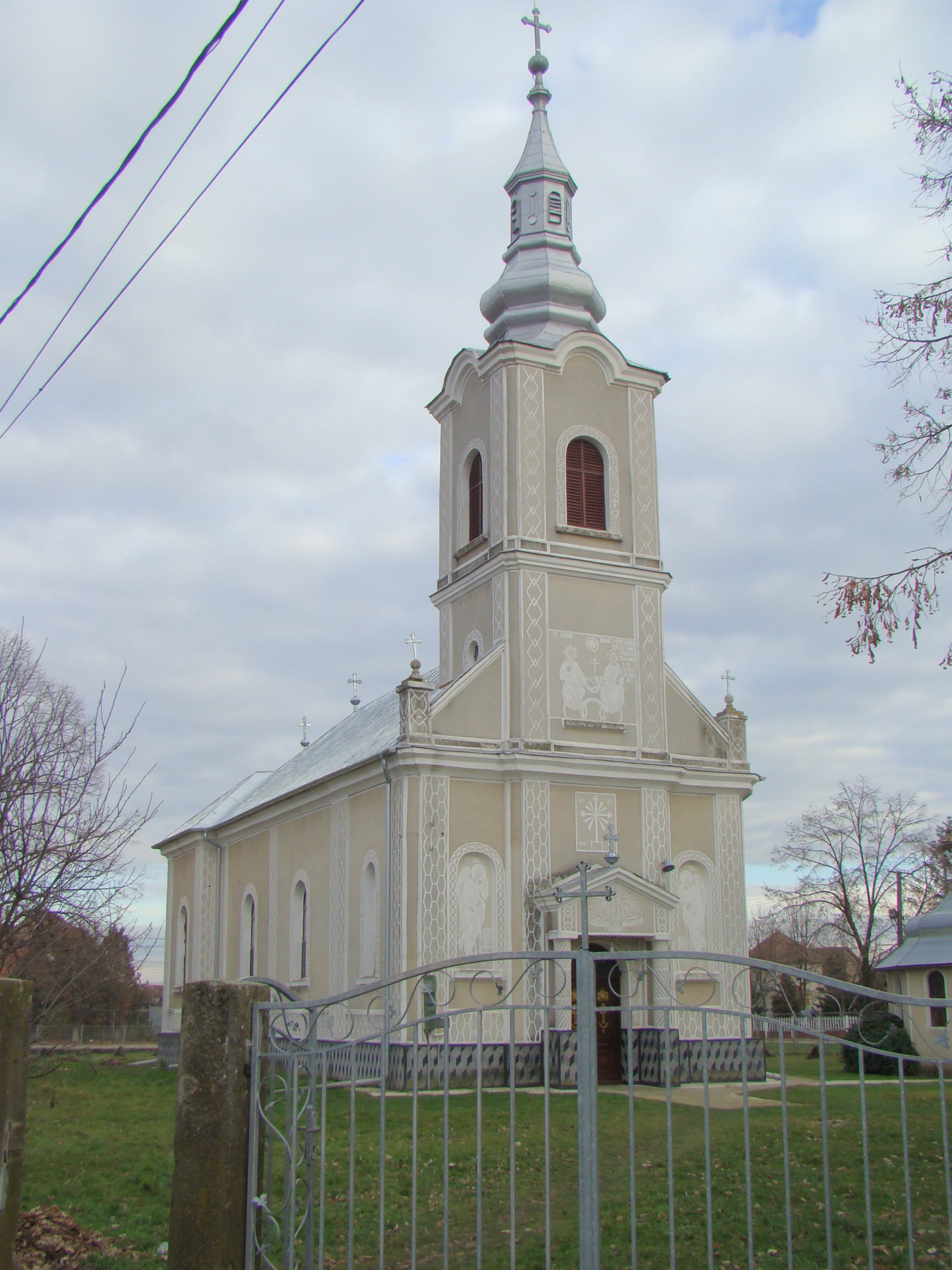
Biserica ortodoxă „Sfinții Arhangheli Mihail și Gavriil” (1906)
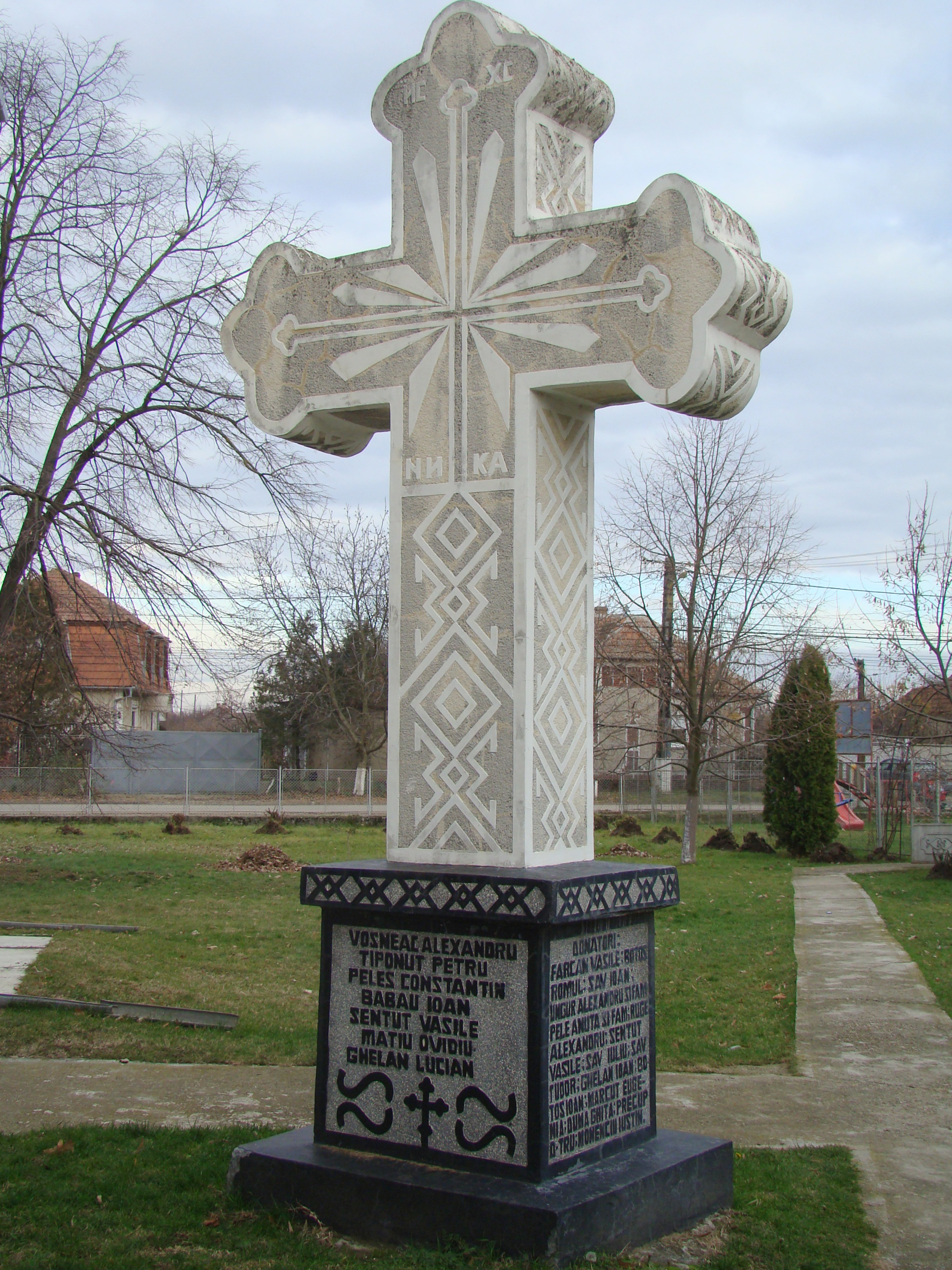
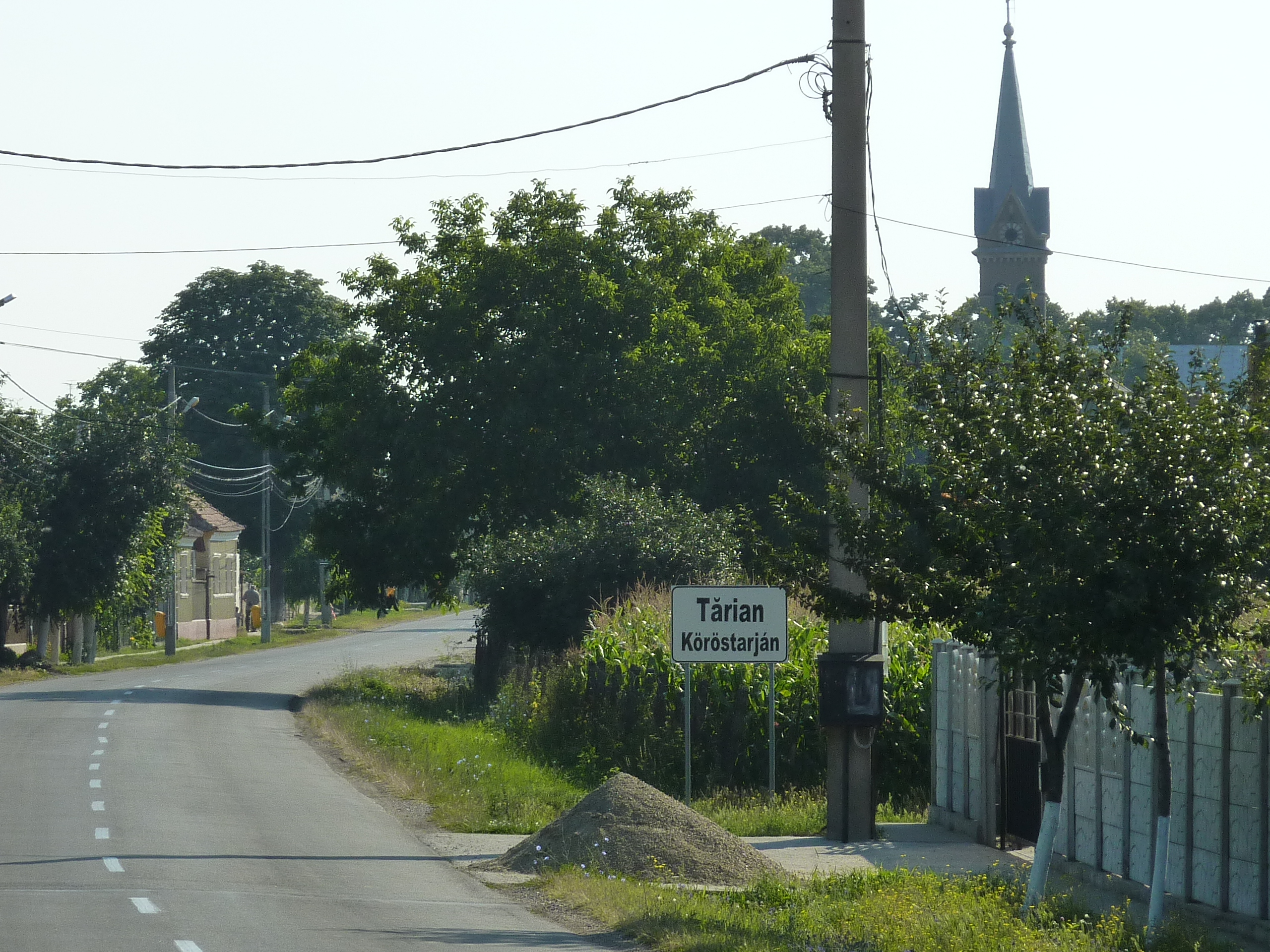
Tărian
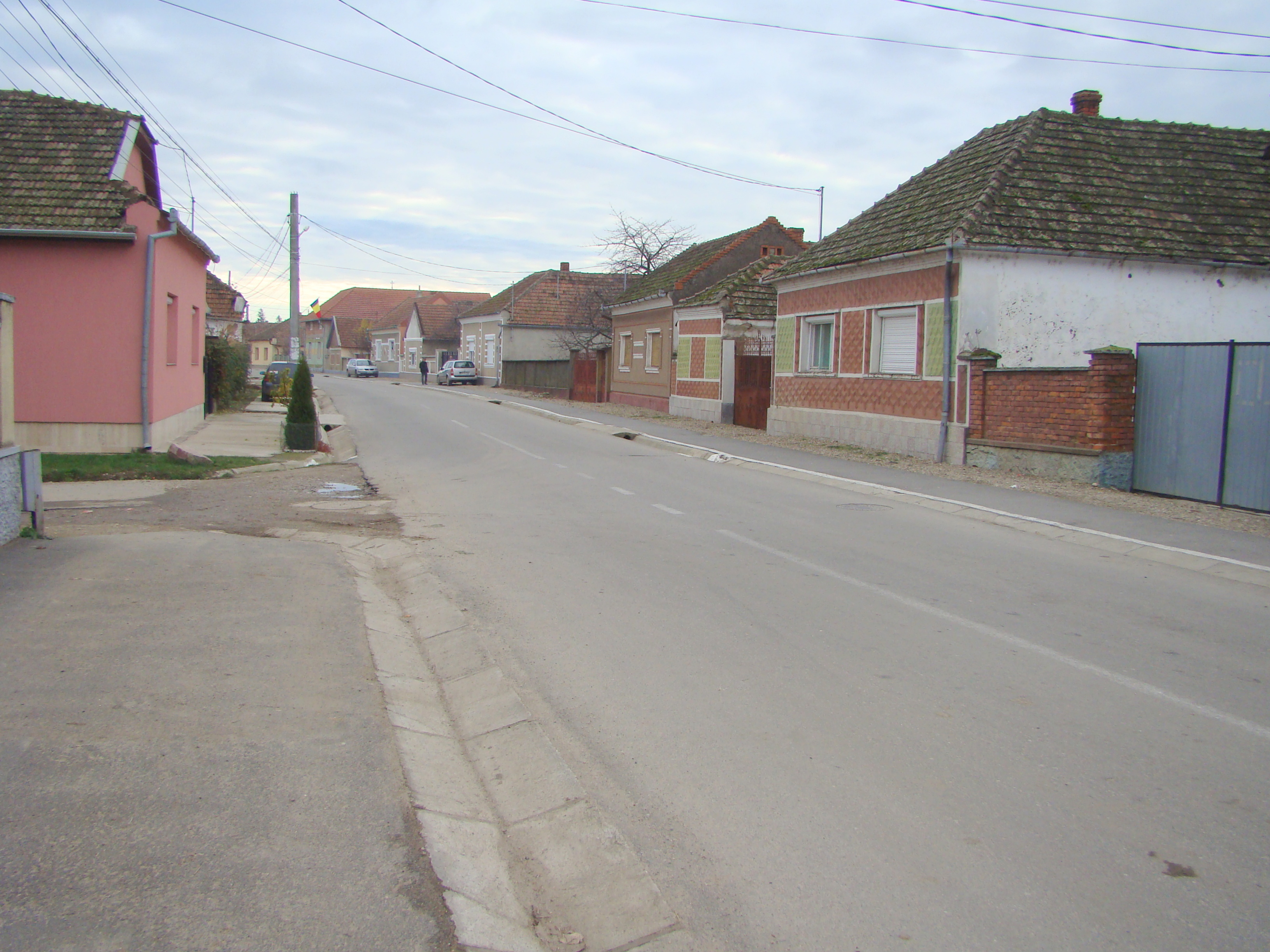
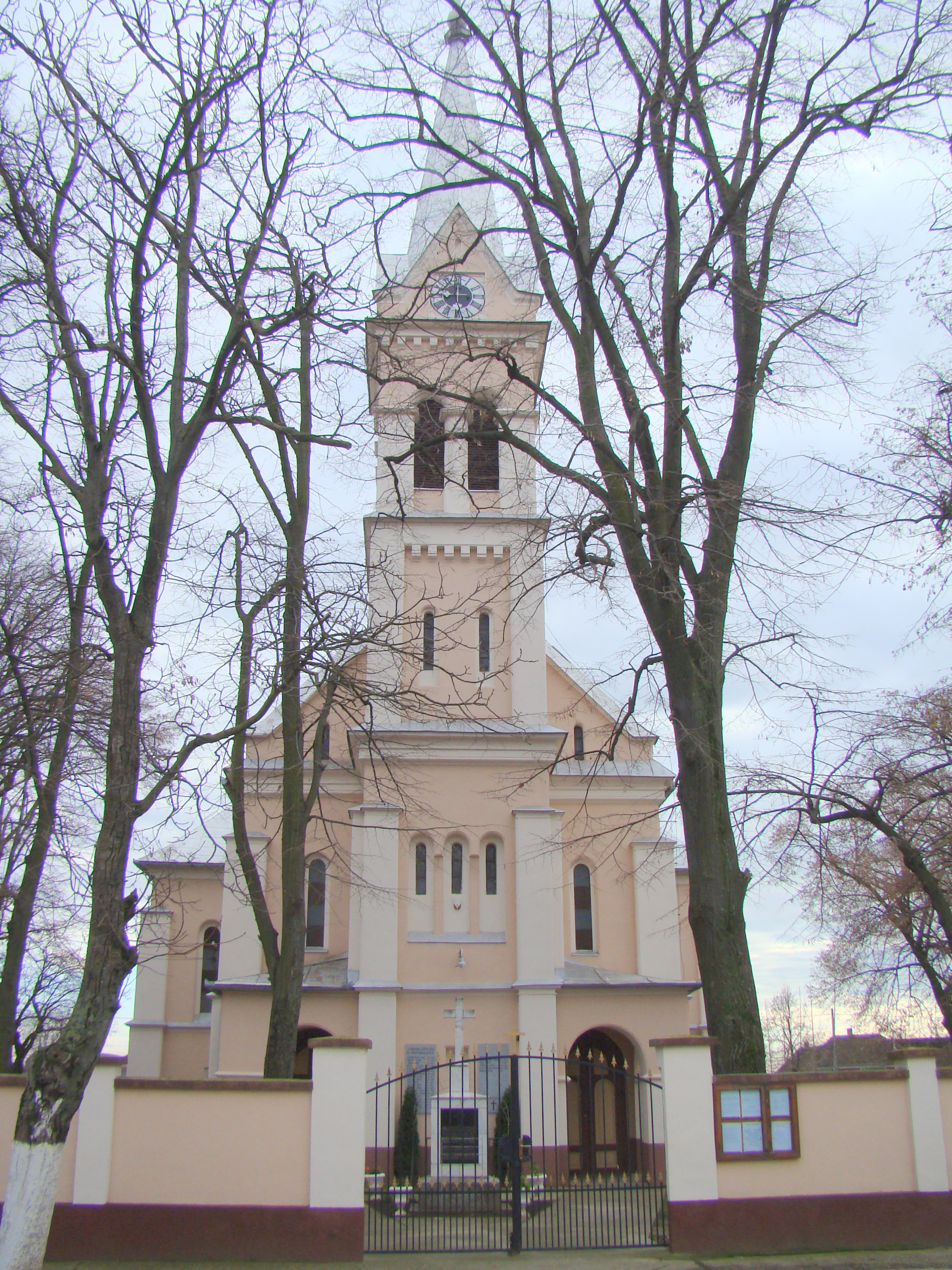
Biserica romano-catolică „Sfânta Maria” (1865)
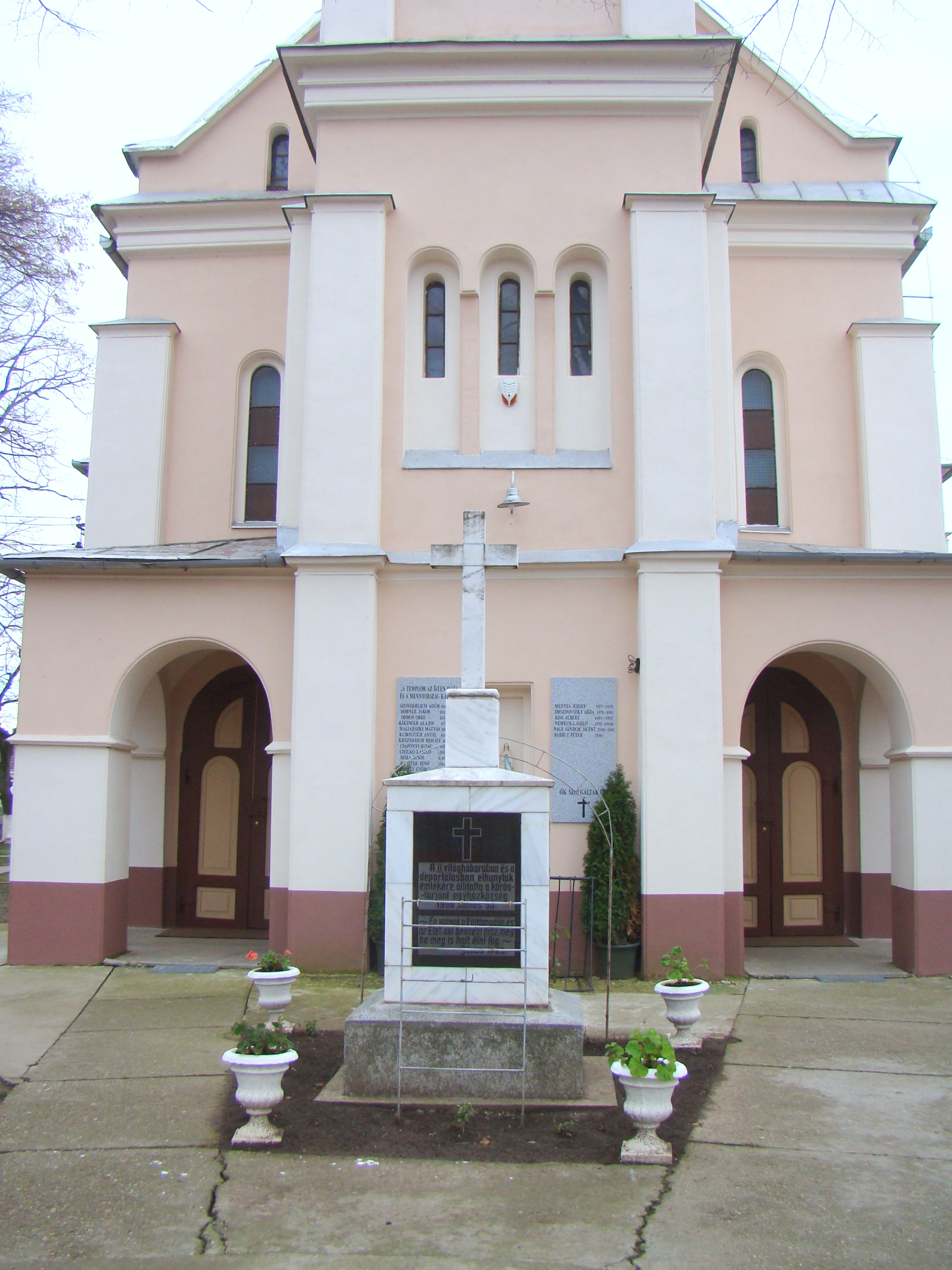
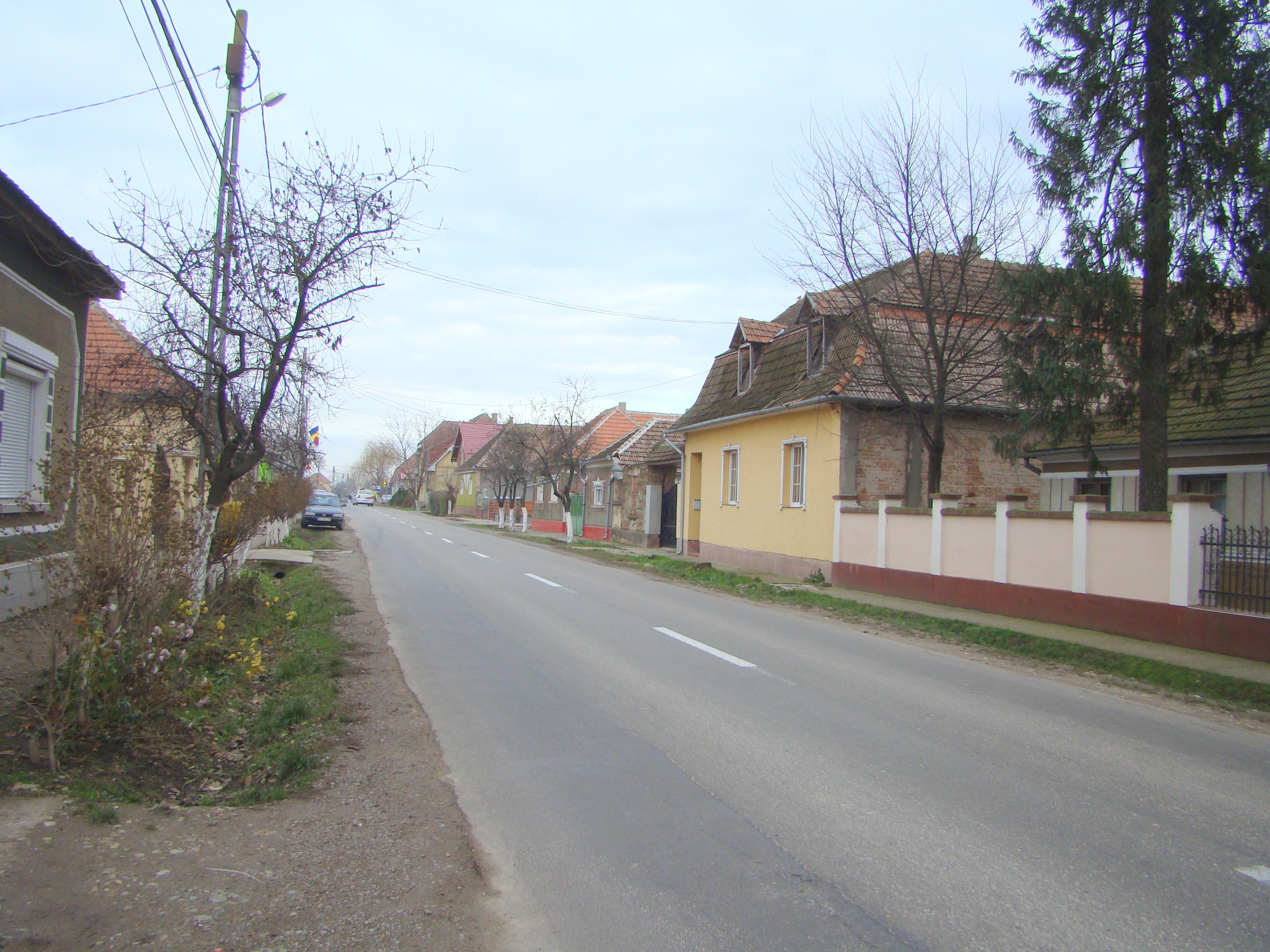
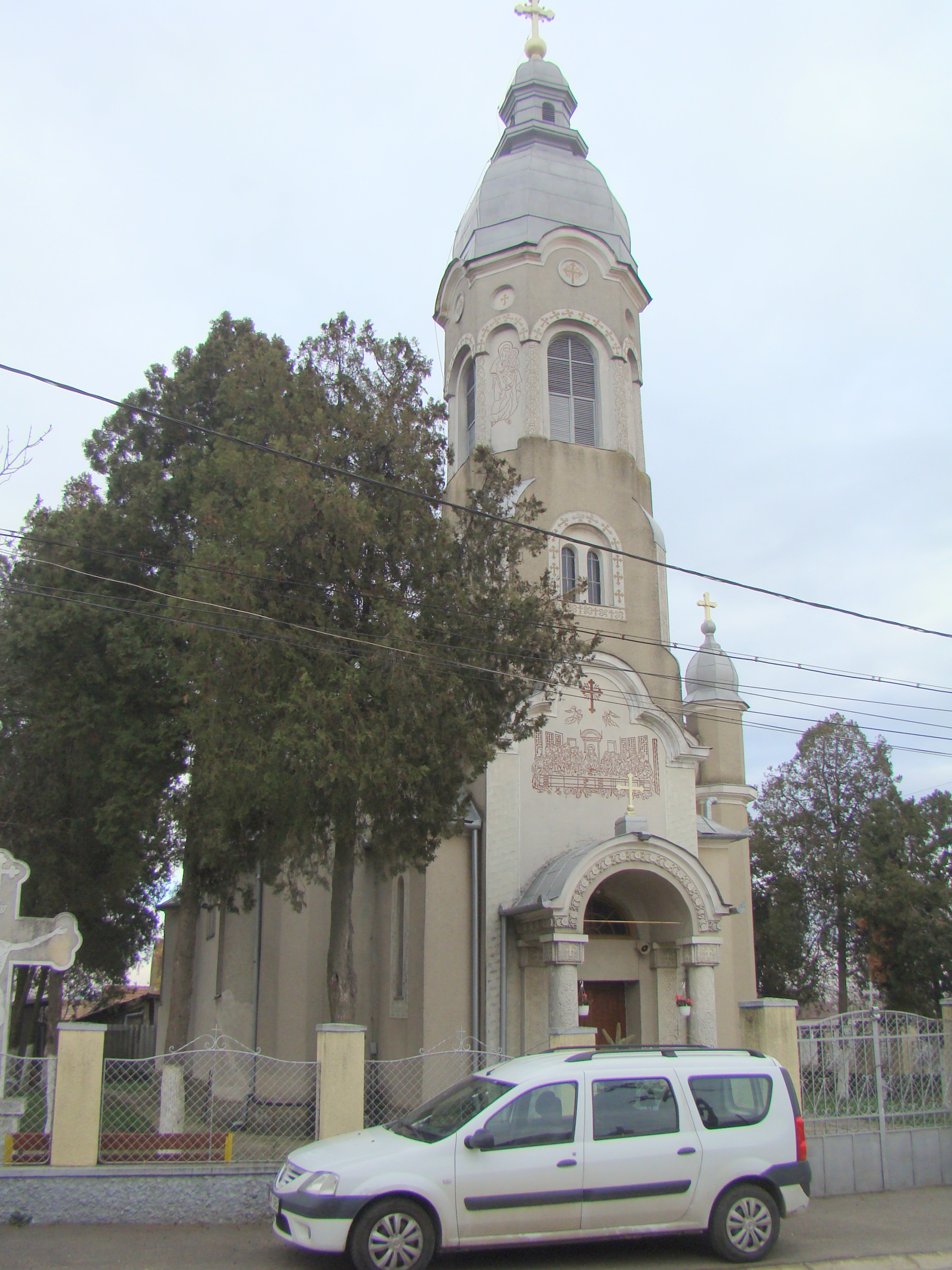
Biserica ortodoxă „Înălțarea Domnului” (1933)